# Hugues Charbonneau
Hugues Charbonneau est un producteur de cinéma français né en 1968.

## Biographie

### Engagements professionnels et associatifs
Dans les années 1990, il est vice-président d'Act-Up. En 1994, il est le premier Directeur exécutif du Sidaction, à l'âge de 25 ans. Il en est toujours le secrétaire général aujourd'hui.
De 2000 à 2003, il est directeur exécutif du magazine Têtu. Il en sera ensuite le président de 2011 à 2013. Il en organise la vente lorsque Pierre Bergé, alors actionnaire unique, devient également actionnaire du journal Le Monde. 
Il est, dans la même période, secrétaire général du Comité Jean Cocteau, une association qui a pour but de défendre et de promouvoir l'œuvre de Jean Cocteau à l'échelle nationale et internationale. Après le décès de Pierre Berger, il organise le transfert des collections de la maison de Milly-la-Forêt, où elles étaient conservées, au Centre national d'art et de culture Georges-Pompidou.

### Carrière dans le cinéma
Il dirige la société Les Films de Pierre fondée par Pierre Bergé et Pierre Thoretton, et produit en 2010 un premier documentaire dans lequel Pierre Bergé raconte cinquante ans d'amour avec Yves Saint Laurent.
Il produit son premier long-métrage, J'aime regarder les filles, en 2011. Le film marque les débuts remarqués de jeunes comédiens tels que Pierre Niney, pensionnaire de la Comédie-Française – qui interprète le rôle principal – Lou de Laâge ou encore Audrey Bastien. Deux sociétaires de la Comédie-Française sont également à la distribution : Michel Vuillermoz et Hervé Pierre. 
En 2013, il collabore une première fois avec Robin Campillo et produit le film Eastern Boys, une histoire d’amour entre un quadragénaire bourgeois et un jeune sans-papiers d’Europe de l’Est, doublée d’une étude des rapports de domination entre les hommes,. Le film remporte le prix Horizon à la Mostra de Venise 2013 où il est présenté en compétition. Hugues Charbonneau et Marie-Ange Lucciano sont tous deux nommés pour la première fois à la 40e cérémonie des César dans la catégorie du meilleur film.
La même année, il produit L'Armée du salut, le premier film de l'écrivain marocain Abdellah Taïa, qui y témoigna de sa vie au Maroc, de son enfance meurtrie et de son engagement pour la libération de la parole homosexuelle « dans un pays encore rétrograde sur la question des droits LGBT » selon les Inrocks.
En 2017, il produit 120 Battements par minute, qui signe sa seconde collaboration avec le réalisateur Robin Campillo. Le film est présenté en compétition officielle au 70e festival de Cannes, dont le jury est présidé par le réalisateur espagnol Pedro Almodóvar. Le film remporte le Grand Prix du Festival ainsi que la Queer Palm lors de la cérémonie de clôture. En France, à la sortie du film, l'accueil critique est très positif : le site Allociné recense une moyenne des critiques presse de 4,6/5, et des critiques spectateurs à 4,3/5. Hugues Charbonneau et Marie-Ange Luciani remportent le 11e Prix Daniel Toscan du Plantier, décerné par l'Académie des arts et techniques du cinéma et récompensant les meilleurs producteurs de l’année 2017. Le 2 mars 2018, Hugues Charbonneau et sa co-productrice Marie-Ange Luciani, reçoivent le césar du meilleur film à la 43e cérémonie des César. 

### Prises de position
En 2017, il boycotte un dîner offert à l'Élysée à des personnalités du cinéma pour dénoncer le projet de loi asile et immigration, qualifiant la politique d'Emmanuel Macron de « violente ». Le projet de loi, adopté, visait à réduire à six mois (contre onze), les délais des procédures d'asile, « renforcer » la lutte contre l'immigration irrégulière et « sécuriser le droit au séjour » des étrangers en situation régulière,,.
En 2023, il publie une tribune dans Libération en faveur de l'euthanasie et du suicide assisté encore interdits en France dans laquelle il dénonce l'immobilisme politique sur le sujet depuis 30 ans. Il y écrit avoir introduit du curare dans la perfusion de son compagnon alors malade du sida en 1993. La scène est immortalisée dans le film 120 battements par minute qu’il a coproduit.

## Filmographie

### Cinéma
- 2010 : Yves Saint Laurent - Pierre Bergé, l'amour fou de Pierre Thoretton
- 2011 : J'aime regarder les filles de Frédéric Louf
- 2013 : Eastern Boys de Robin Campillo
- 2013 : L'Armée du salut d'Abdellah Taïa
- 2016 : Que vive l'Empereur d'Aude Léa Rapin
- 2017 : La Surface de réparation de Christophe Régin
- 2017 : 120 Battements par minute de Robin Campillo

### Télévision
- 2010 : Juste la fin du monde de Jean-Luc Lagarce de Olivier Ducastel et Jacques Martineau
- 2010 : L'illusion comique de Mathieu Amalric
- 2015 : Quand il a fallu partir de Badroudine Saïd Abdallah et Mehdi Meklat

## Distinctions

### Récompenses
- César 2018 : César du meilleur film pour 120 Battements par minute ;
- 2018 : Prix Daniel-Toscan-du-Plantier pour 120 Battements par minute ;

### Nominations
- César 2015 : César du meilleur film pour Eastern Boys
- César du meilleur film documentaire en 2011 pour Yves Saint Laurent - Pierre Bergé, l'amour fou